# Porta Paganora
Porta Paganora o torre di Porta Paganora è un'antica torre di Brescia, situata all'estremità sud di via Dieci Giornate, quasi al crocevia con corso Giuseppe Zanardelli. Costruita dai Visconti nel Trecento nell'ambito delle opere di fortificazione della Cittadella nuova, si conserva la sua conformazione turrita, visibile dall'antistante via Fratelli Dandolo, e il passaggio alla base, dove è ancora murata una singolare tabula lusoria romana.

## Storia
La torre viene costruita nella seconda metà del XIV secolo dai Visconti di Milano, all'epoca dominatori della città, nell'ambito delle opere di fortificazione della Cittadella nuova. Alla torre di difesa era integrato un passaggio alla base che fungeva da ingresso al nuovo nucleo cittadino fortificato, sotto forma di lungo voltone con portoni alle due estremità.
La porta cade in disuso all'inizio del XVI secolo assieme al resto delle fortificazioni viscontee interne alla città, che vengono in gran parte demolite dai veneziani. La torre, assieme ad altre come porta Bruciata, sopravvive alla distruzione in quanto riutilizzata con funzione residenziale e commerciale dopo che gli stessi veneziani, come indennizzo per la "spianata", la demolizione di ogni edificio nel raggio di un chilometro e mezzo dalle mura cittadine per fini strategici, permettono l'utilizzo commerciale della fascia al piede delle mura dell'ex Cittadella nuova, nonché il diritto di appoggiare alle mura nuove costruzioni.
La provvisoria sistemazione cinquecentesca, consistente probabilmente in un'infilata di casupole lignee e di altri edifici che andavano a poco a poco sovrapponendosi alle mura inutilizzate, viene uniformata da Pier Maria Bagnadore alla fine del secolo con l'apertura dei portici che ancora oggi caratterizzano il lato est di via Dieci Giornate. La torre, che ancora esisteva, viene soffocata dalle nuove costruzioni, ma il varco alla base rimane come vicolo di accesso all'omonima piazzetta Paganora e al retro del teatro Grande, tuttora utilizzato.

## Descrizione
L'identità turrita dell'antica porta fortificata è praticamente impossibile da avvertire, in quanto la costruzione si trova nascosta dietro le palazzine cinquecentesche che gli sono state addossate. Il fortunato cannocchiale ottico di via Fratelli Dandolo, però, punta direttamente nella direzione della torre e solo da qui, pertanto, si scorge chiaramente la parte sommitale della torre che emerge al di sopra dei tetti delle costruzioni antistanti.
Il corpo della torre è ormai frazionato e occupato da una serie di esercizi commerciali e da appartamenti, e anche la sommità visibile appare chiaramente tagliata e coperta da un tetto moderno. Meglio conservato è invece il passaggio alla base, coperto da un lungo voltone e leggermente in salita. Ai due ingressi, sul lato interno, sono ancora visibili murati agli angoli i cardini in ferro che reggevano i portoni.
Sul lato nord del passaggio, vicino all'ingresso dai portici di via Dieci Giornate, è murata una singolare tabula lusoria in pietra che, in età romana, veniva utilizzata per il ludus duodecim scriptorum, antenato dei giochi da tavola. La tabula, evidentemente riutilizzata all'epoca della costruzione della torre, si aggiunge quindi a quella presente in piazza del Foro, intagliata nella pavimentazione alla base del colonnato perimetrale del foro romano di Brescia. Secondo un articolo dell'archeologo spagnolo Josè Manuel Hidalgo, la tabula di porta Paganora è testimonianza di una particolare variante del ludus poiché, in alcune celle della tabella, sono tracciate con regolarità delle "X" che non si trovano sugli altri esemplari noti.